# Вебер, Аксель
Аксель Вебер (нем. Axel Weber; род. 8 марта 1957, Кузель) — немецкий экономист, председатель совета директоров крупнейшего швейцарского финансового холдинга UBS Group AG, в 2004—2011 годах занимавший должность президента Немецкого федерального банка (Бундесбанка).

## Образование
В 1976 году Аксель Вебер поступил на факультет политэкономии в Констанцский университет (Германия), который окончил в 1982 году.
С 1982 по 1988 год работал научным сотрудником на кафедре валютно-финансовых отношений в Зигенском университете (Германия), где в 1987 году получил учёную степень доктора экономики и социальных наук.
В 1988 году вёл научную деятельность в Лондонском университете королевы Марии и Центре экономических исследований Университета Тилбурга, по завершении которой в 1989 году вернулся в Зиген, где занял должность научного сотрудника на кафедре экономики.

## Карьера

### Преподавательская деятельность
В 1994—1998 годах Аксель Вебер вёл преподавательскую деятельность в Боннском университете в качестве профессора экономической теории, а затем в 1998—2001 годах - профессора прикладной теории денег и директора центра финансовых исследований во Франкфуртском университете имени Иоганна Вольфганга Гёте. В 2001—2004 годах он совмещал деятельности профессора мировой экономики и директора центра финансовых исследований в Кёльнском университете.

### Деятельность в Немецком федеральном банке
В 2004 году Аксель Вебер был назначен президентом Немецкого федерального банка (Бундесбанка), который он возглавлял до конца апреля 2011 г. Помимо своей основной деятельности в этот период он был членом совета Европейского центрального банка (ЕЦБ) и Совета директоров Банка международных расчётов (БМР), а также управляющим Международного валютного фонда (МВФ) от Германии.
В 2010 году Аксель Вебер рассматривался как вероятный кандидат на пост президента ЕЦБ, но в начале 2011 года отказался претендовать на эту должность. Однако, вопреки ожиданиям экспертов, Вебер не возглавил Дойче Банк (Deutsche Bank).
В феврале 2011 Аксель Вебер объявил о своём решении досрочно уйти в отставку с поста главы Бундесбанка к 30 апреля 2011 года и после своего ухода в течение года вёл научную и преподавательскую деятельность в Чикагском университете в качестве приглашённого профессора.

### Деятельность в UBS
3 мая 2012 года Аксель Вебер был избран членом и председателем совета директоров крупнейшего швейцарского банка UBS, сменив Каспара Филлигера и став первым иностранцем на этом посту. После реструктуризации банка и преобразования его в финансовый холдинг UBS Group AG в 2014-2016 годах Аксель Вебер стал президентом Совета директоров холдинга, сохранив при этом должность президента Совета директоров UBS AG. Кроме того, он является председателем комитета по корпоративной культуре и ответственности (Corporate Culture and Responsibility Committee) и комитета по управлению и назначениям на должности (Governance and Nominating Committee).

### Деятельность в организациях
Помимо деятельности в UBS, Аксель Вебер является членом совета директоров Swiss Finance Council (SFC), Швейцарского банковского объединения (SBVg), Международной валютной конференции (IMC) и председателем совета директоров Института международных финансов (IIF). Аксель Вебер также является членом Группы тридцати (Group of Thirty), Круглого стола Европейского финансового обслуживания (EFR), Европейской банковской группы (EBG), Трёхсторонней комиссии и  международного консультативного совета Валютного управления Сингапура. Аксель Вебер — член экспертной комиссии Zukunft Finanzplatz и совета фонда Avenir Suisse. Кроме того, Аксель Вебер является членом совета Института национальной экономики Цюрихского университета, а также председателем попечительского совета Немецкого института экономических исследований в Берлине (DIW).

## Почётные звания
Аксель Вебер является почётным доктором университетов Дуйсбурга-Эссена и Констанца.